# Kaakkurijärvi (Gällivare socken, Lappland, 748156-172150)
Kaakkurijärvi är en sjö i Gällivare kommun i Lappland och ingår i Kalixälvens huvudavrinningsområde. Sjön har en area på 0,0351 kvadratkilometer och ligger 488,4 meter över havet.

## Delavrinningsområde
Kaakkurijärvi ingår i det delavrinningsområde (748183-172235) som SMHI kallar för Utloppet av Saivo. Medelhöjden är 489 meter över havet och ytan är 3,8 kvadratkilometer. Räknas de 4 avrinningsområdena uppströms in blir den ackumulerade arean 13,59 kvadratkilometer. Vattendraget som avvattnar avrinningsområdet har biflödesordning 3, vilket innebär att vattnet flödar genom totalt 3 vattendrag innan det når havet efter 309 kilometer. Avrinningsområdet består mestadels av skog (77 procent). Avrinningsområdet har 0,58 kvadratkilometer vattenytor vilket ger det en sjöprocent på 15,2 procent.